# Magnetòfon de filferro

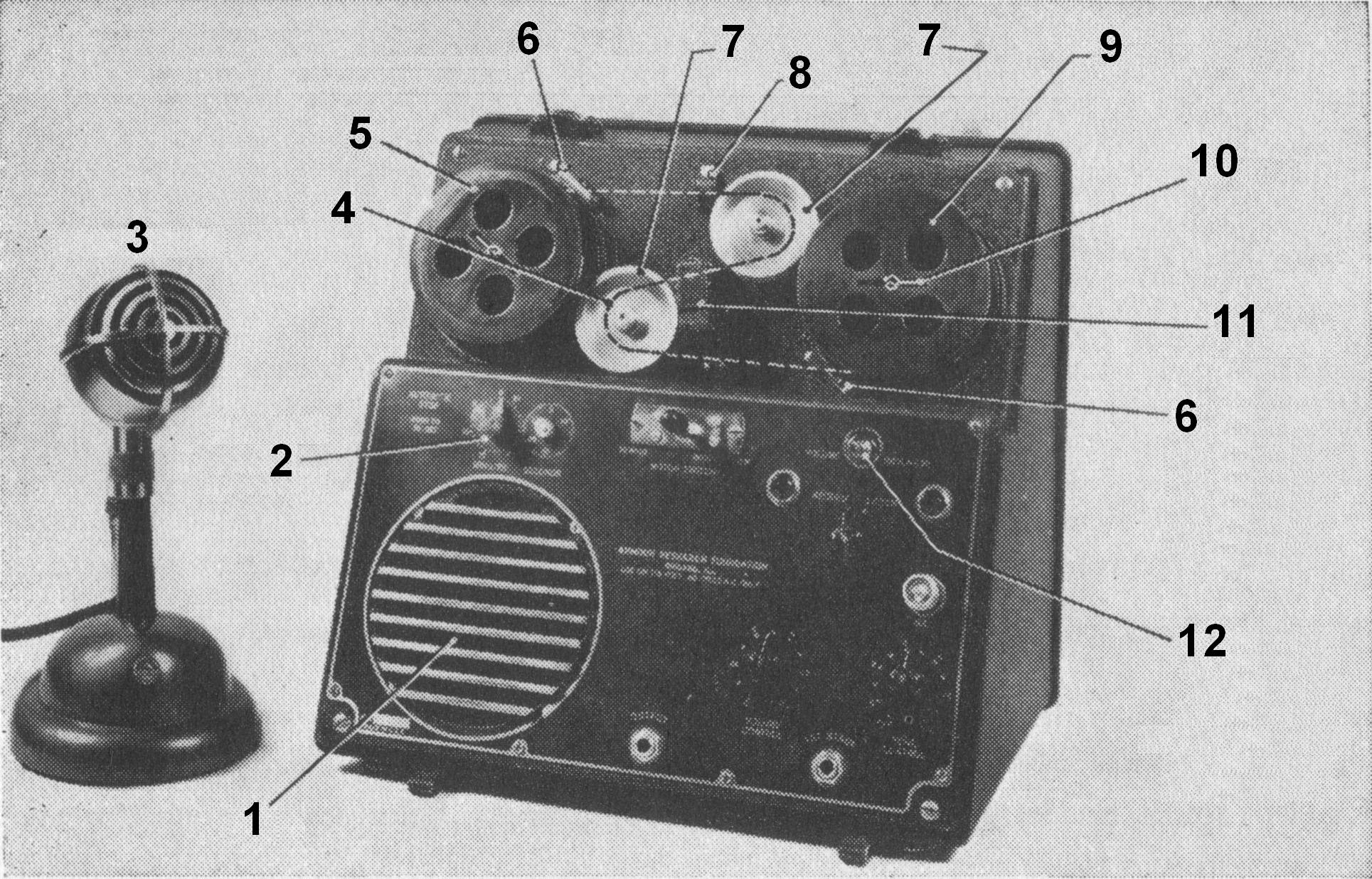
Magnetòfon de filferro.
1) Altaveu
2) Indicador de temps transcorregut
4) Recorregut del filferro
6) Guia perquè el filferro s'enrotlli adequadament
7) Guies per al filferro
8) Cap d'esborrat
11) Capçal d'escriptura/lectura
12) Si la gravació es està executant correctament el llum de neó parpelleja de tant en tant.

El  magnetòfon de filferro  (o també anomenat  gravador de filferro ), va ser el primer aparell de gravació magnètica de so, comercialitzat per a l'ús civil. Va ser substituït molt aviat pel gravador de cinta.
Abans de començar la Segona Guerra els Aliats van usar durant tot el conflicte magnetòfons de filferro o es feien enregistraments en pasta, Shellac o goma laca en discs de 78-80 RPM. La possibilitat de regravar el filferro, feia que aquest tipus de màquina fos un dispositiu important a l'hora de fer missatges. Inicialment, la gravadora es va utilitzar per registrar l'alfabet Morse, ja que els equips eren capaços de reproduir estats de "magnetisme" i "no-magnetisme" únicament (com el codi morse · i -), després va ser possible gravar so.

## Història
En l'època en què Thomas Edison va patentar el fonògraf, l'any 1878, el sistema de gravació magnètic s'estava tot just gestant, gràcies al fet que Oberlin Smith estava començant a gravar converses de telèfon en una corda de piano. Aquest projecte va quedar estancat, ja que la tecnologia electrònica no estava suficientment desenvolupada, com per amplificar els febles corrents que produïen el camp magnètic gravat.

### El telegràfon

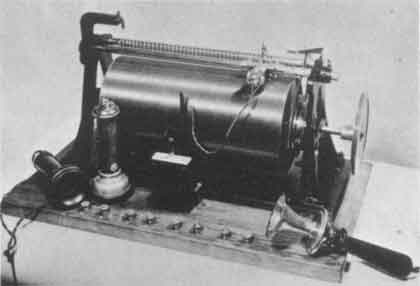
El telegràfon, va ser inventat per Oberlin Smith i perfeccionat per Valdemar Poulsen.

No obstant això Smith va seguir experimentant amb un artefacte semblant al fonògraf, anomenat telegràfon, Smith va publicar en 1888 un article relacionat amb això a la revista  "El món electrònic" , titulat: -  Algunes possibles aplicacions del fonògraf. Projecte per utilitzar bandes de tela que continguen llimadures de ferro  - (amb això s'estava referint a la investigació del magnetòfon de filferro), a la revista va publicar una idea similar a la de gravar so en filferro, era la de gravar el so per un filferro enrotllat en un cilindre amb un electroimant, que estava connectat a un micròfon de carbó i amb una bateria, tot aquest conjunt estava en un circuit en sèrie.
El 1903 Valdemar Poulsen va perfeccionar aquest telegràfon al introduir la polarització per camp continu, (patent USA 873.083). Tanmateix, això va passar desapercebut, ja que el públic s'havia adaptat als discs fonogràfics. Com a conseqüència, el registre magnètic va caure en l'oblit, sent un clar exponent la fallida de Telegraphone Company. Malgrat tot això, els laboratoris van seguir experimentant amb el registre magnètic, de fet als Estats Units dos físics, Carlson i Carpenter, projectaven utilitzar el procediment magnètic a alta velocitat, i així van descobrir la polarització magnètica per camp altern d'alta freqüència, aquest invent va ser patentat l'agost de 1927, (patent 1640881 Ràdio Telegraph System).